# Vite interrotta

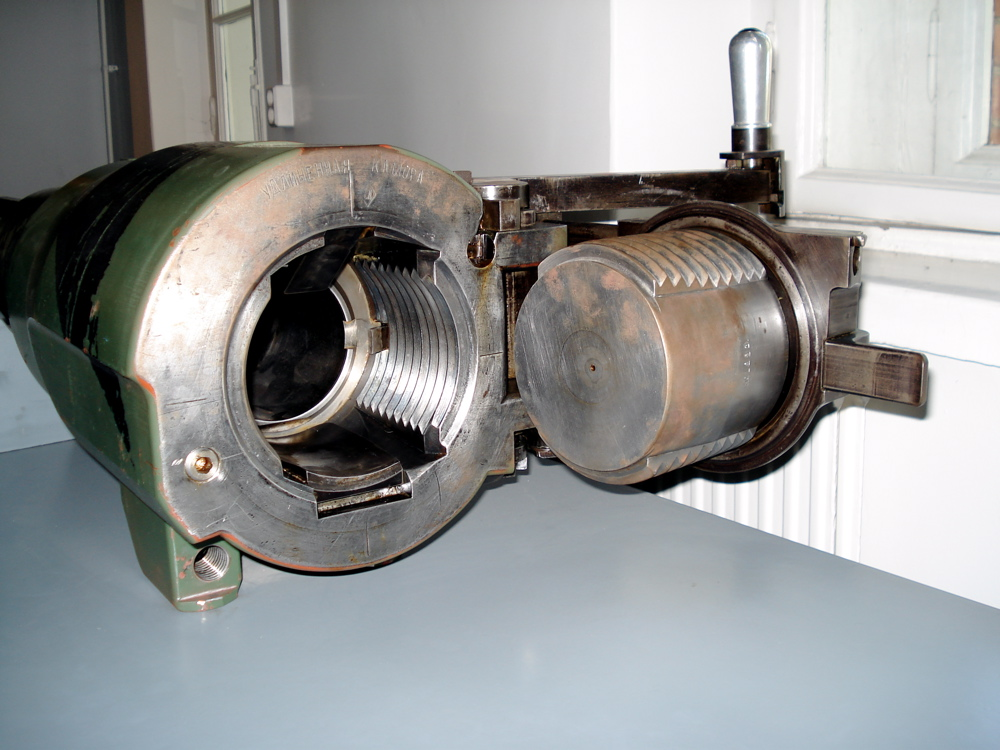
Otturatore dell'obice russo 122 mm M1910, modificato ed assemblato con la canna dell'obice da 105 mm H37.

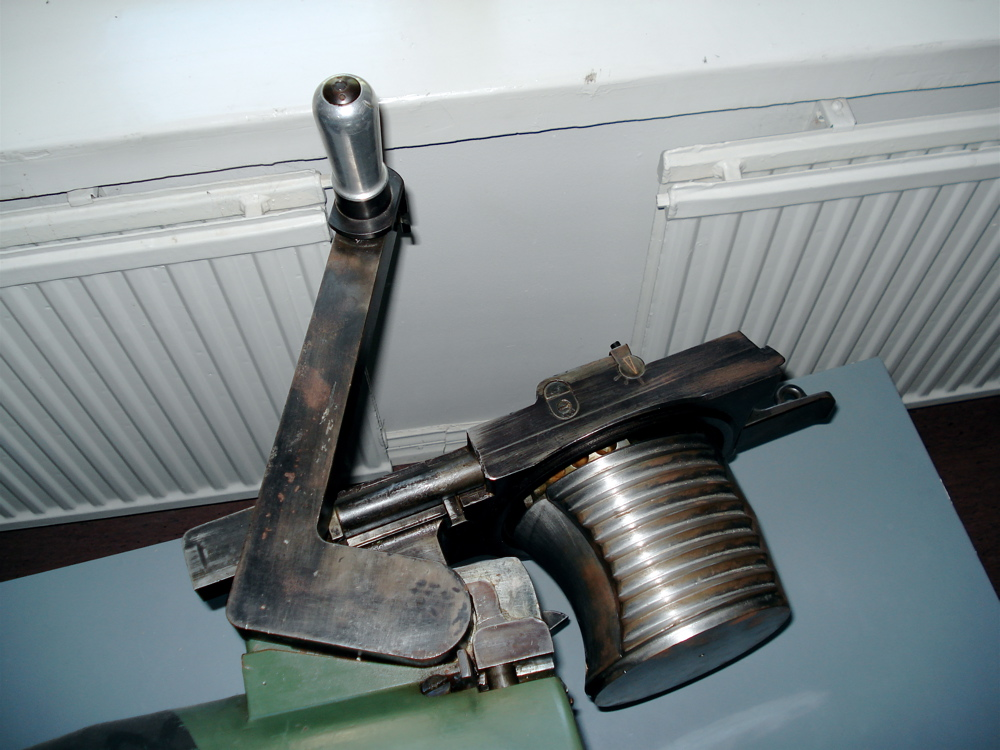
Otturatore dell'obice russo 122 mm M1910, modificato ed assemblato con la canna dell'obice da 105 mm H37.

La vite interrotta è un sistema meccanico tipicamente usato sull'otturatore delle artiglierie di medio e grosso calibro. Venne inventata intorno al 1845.
L'otturatore aveva la forma di una vite, con sezioni di filettatura rimosse. Le stesse sezioni sono riportate sulla filettatura all'interno della culatta: le sezioni filettate sull'otturatore corrispondono a quelle non filettate sulla camera di scoppio, e viceversa. L'otturatore può così essere inserito completamente nella culatta; poi, ruotandolo di circa un sesto di giro, le sezioni filettate dell'otturatore stesso ingaggiano quelle della culatta, sigillando la camera di scoppio. Anche se occasionalmente è stato usato su fucili a retrocarica a polvere sciolta, questo meccanismo è storicamente una delle poche soluzioni per garantire la tenuta dei gas nelle artiglierie a retrocarica impieganti cartocci a sacchetto (munizioni senza bossolo), sostituendo i precedenti otturatori a cuneo

## Otturatore a vite interrotta tipo de Bange

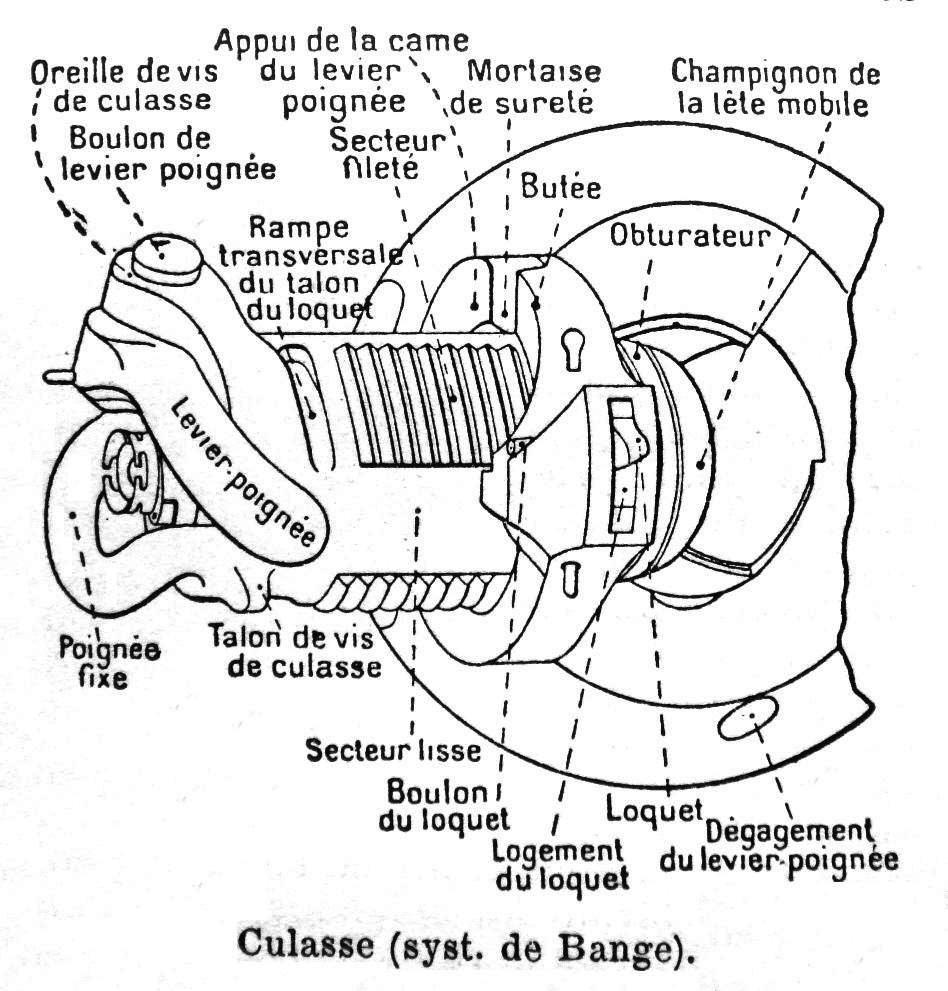
Otturatore tipo de Bange

La tenuta venne ulteriormente migliorata nel 1872 con l'introduzione dell'otturatore de Bange. Tutti gli otturatori che hanno adottato questa soluzione sono chiamati tipo de Bange.

## Otturatore a vite interrotta tipo Welin

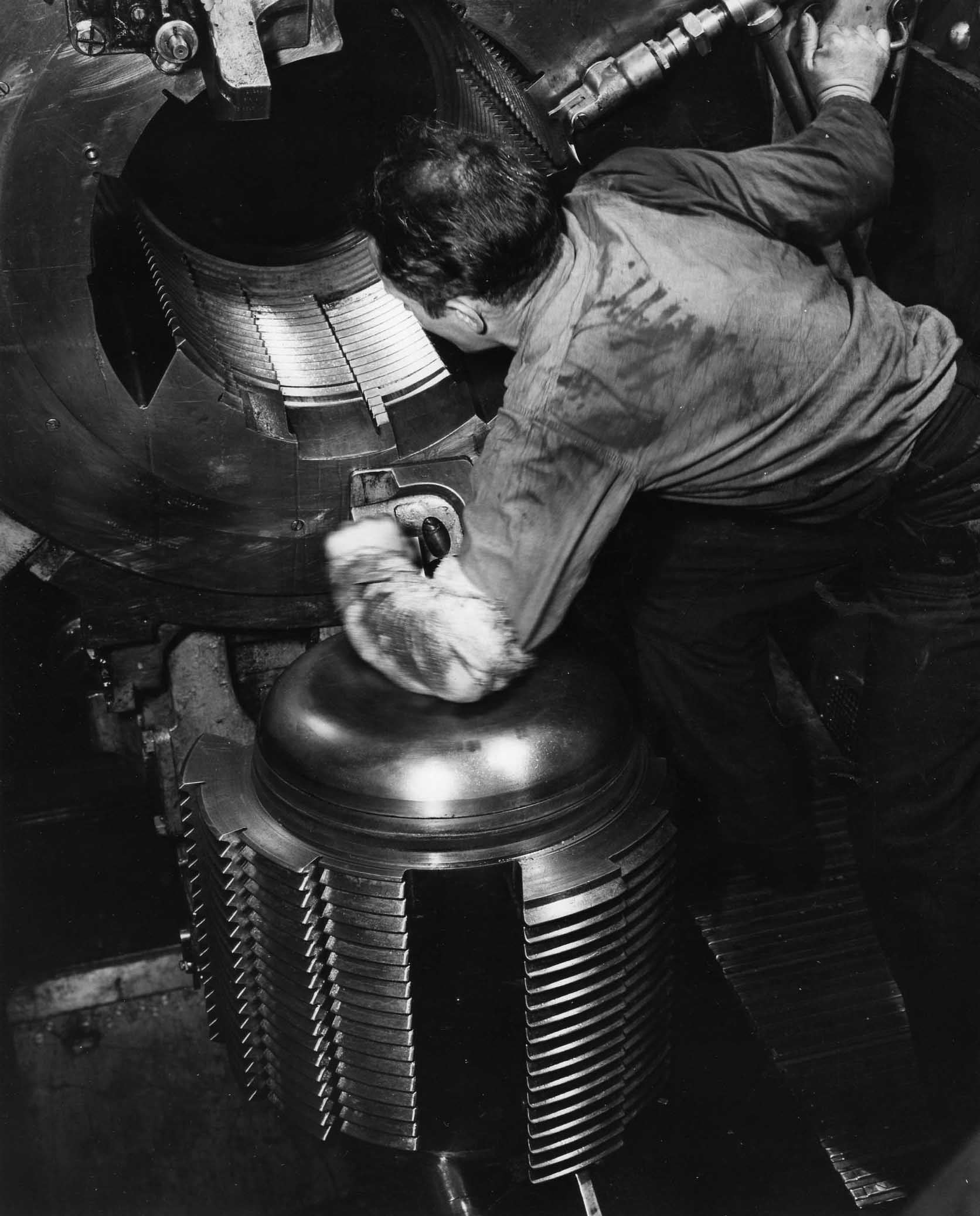
Otturatore tipo Welin di un 16 in/45 Mark 6 della nave da battaglia. Ben visibili sull'otturatore le quattro sezioni di filettatura di raggio diverso, che ingaggiavano le corrispondenti sezioni sulla culatta quando l'otturatore veniva girato in alto, spinto in avanti e ruotato in senso orario.

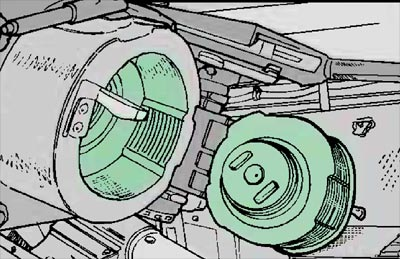
Disegno dell'otturatore di un obice semovente M109

Il principale punto debole dei progetti originali era che solo metà della circonferenza dell'otturatore poteva essere filettata, cosicché quest'ultimo doveva essere molto lungo per garantire una chiusura sicura, tramite un adeguato numero di creste. Axel Welin risolse il problema nel 1890. Progettò una filettatura su otturatore e culatta a sezioni a raggio progressivamente più ampio. Questo consentiva ad un otturatore con, per esempio, quattro sezioni di raggio diverso di impegnare quattro quinti della circonferenza interna della culatta: si potevano progettare così otturatori più corti, che tra l'altro richiedevano solo un quinto di giro per andare in chiusura. L'otturatore tipo Welin è ancora in uso sulle artiglierie con cariche di lancio a sacchetto.